# Conduite en polyéthylène

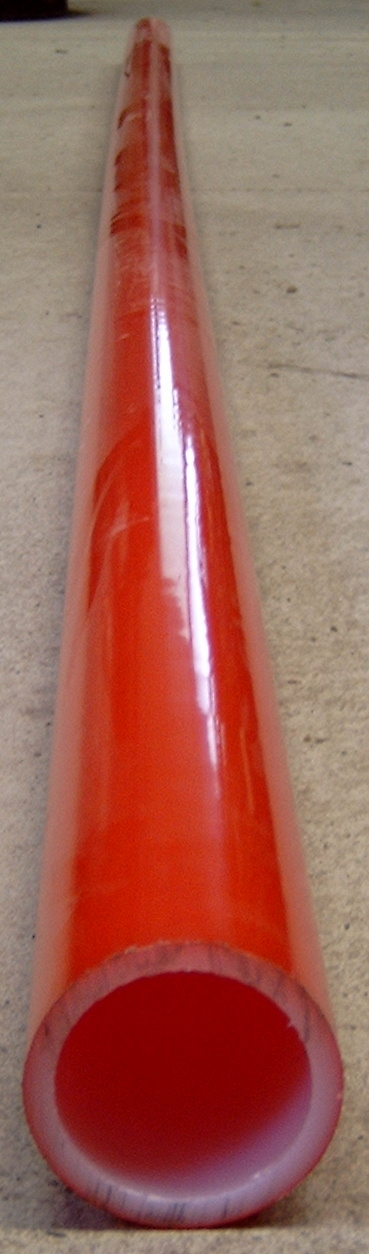
Nouvelle conduite produite à partir de polyéthylène réticulé avec couche de barrage à la diffusion de l’oxygène

Les conduites en polyéthylène sont utilisées depuis 1957 avant tout pour les réseaux de distribution de gaz, d’eau potable et pour l’évacuation des eaux usées. Elles sont également utilisées dans de nombreuses branches de l’industrie. 

## Propriétés
Les conduites en polyéthylène (PE) sont résistantes à la corrosion, inertes et stables vis-à-vis de nombreux réactifs chimiques. Le PE permet de réaliser des tuyaux légers et pouvant être assemblés simplement. La section circulaire est suffisamment rigide pour enterrer les conduites sans déformation. Les tuyaux sont, par contre, flexibles dans la longueur, ce qui permet de les courber sans rupture. Les conduites en PE permettent de transporter de nombreux médiums dangereux et corrosifs tels que des huiles, des acides ou des saumures. Elles peuvent être utilisées aussi bien pour un transport en surface libre que sous pression. La rugosité des parois est relativement faible comparée aux conduites en acier. Cette faible rugosité occasionne des pertes de charge moindres lors du transport de medium sous pression. Les tuyaux sont également moins sujets aux incrustations. Les récentes évolutions du marché montrent que de plus en plus de conduites en polyéthylène réticulé (PEX) ou en PE à meilleure tenue thermique (PE-RT) sont produites. Les conduites PE-RT permettent le transport d’eau à une pression de dix bars et une température de 70 °C. Ces propriétés de tenue thermique sont approximativement comparables à celles des conduites en polypropylène (PP). Les conduites en PEX résistent moins bien à la chaleur que celles en PP. Il existe également des conduites multicouches PEX avec un cœur en aluminium.
L’inconvénient des conduites en plastique par rapport aux conduites en métal est la plus faible résistance aux températures élevées ainsi que la plus faible rigidité, par exemple pour la pose sur des supports mécaniques. Les conduites en PP sont également plus sensibles aux rayonnements solaires (ultraviolets en particulier).

## Durée de vie
Les conduites en PE et PP sont principalement utilisées pour les réseaux sous pression. Pour cette raison, la résistance aux contraintes continues mécaniques mais aussi thermiques est le critère le plus important pour le dimensionnement. Pour évaluer la durée de vie d’une conduite, on pratique généralement un essai de fluage sous compression interne. Ces essais consistent à évaluer la durée de vie des conduites pour des pressions internes données. En général, les pressions sont réalisées à l’aide d’eau mais aussi en utilisant de l’air. La durée de vie dépend également de la température du médium. À la température ambiante, la durée de vie est estimée entre cinquante et cent ans.

## Rupture
On distingue trois types de rupture de la canalisation :
- sous de fortes pressions internes, la partie la plus faible/mince de la paroi se rompt brutalement en raison des contraintes d’élasticité exercées et produit des déformations importantes de la conduite. Ce type de rupture est associé à des durées de vie courtes ;
- avec des pressions moins élevées, une fissure peut apparaître progressivement, se propager lentement puis finalement donner lieu à une déchirure de la paroi. L’origine de ces fissures peut être des défauts microscopiques du matériau. La rupture ne provoque pas de grosses déformations du collecteur ;
- le troisième type de rupture mécanique est lié au vieillissement du matériau. L’affaiblissement du polymère conduit à l’apparition de nombreuses fissures. À ce point, de faibles pressions suffisent à provoquer une brisure de la paroi. Ce type de rupture mécanique n’apparait qu’en fin de vie attendue.

## Connexion des collecteurs
Un des avantages des conduites en PE est la facilité de connexion des tubes soit par des manchons soit par soudure plastique (excepté PEX). Les soudures sont un avantage pour les médiums dangereux en produisant une liaison par pénétration de matière.
Pour effectuer une soudure, les conduites sont chauffées à l’aide d’une plaque de métal puis pressées l’une contre l’autre ce qui permet aux chaînes de polymères de se mélanger, créant ainsi la soudure plastique.
Il existe également des manchons à souder avec un filament de chauffage incorporé qui, une fois positionnés sur les conduites, peuvent être raccordés à un automate de soudage universel. Sous une tension de quarante-huit volts, le filament provoque la fonte du polymère et la soudure thermoplastique.
Pour les conduites PEX qui ne sont pas soudables, il existe des systèmes de connexion spécifiques.
Il est également possible d’utiliser des raccords à compression.